# Био-Био (провинция)
Био-Био (исп. Provincia de Biobío) — провинция в Чили в составе области Био-Био. 
Включает в себя 14 коммун.
Территория — 17 114 км². Население — 395 060 человек (2017). Плотность населения — 23.08 чел./км².
Административный центр — Лос-Анхелес.

## География
Провинция расположена на юге области Био-Био.
Провинция граничит:
- на севере — провинции Ньюбле и Каукенес;
- на востоке — провинция Неукен (Аргентина);
- на юге — провинция Мальеко;
- на западе — провинции Консепсьон и Арауко.

## Административное деление
Провинция включает в себя 14 коммун:
- Альто-Биобио, административный центр — Ралько.
- Антуко, административный центр — Антуко.
- Кабреро, административный центр — Кабреро.
- Лаха, административный центр — Лаха.
- Лос-Анхелес, административный центр — Лос-Анхелес.
- Мульчен, административный центр — Мульчен.
- Насимьенто, административный центр — Насимьенто.
- Негрете, административный центр — Негрете.
- Килако, административный центр — Килако.
- Кильеко, административный центр — Кильеко.
- Сан-Росендо, административный центр — Сан-Росендо.
- Санта-Барбара, административный центр — Санта-Барбара.
- Тукапель, административный центр — Тукапель.
- Юмбель, административный центр — Юмбель.